# Comté d'Iron (Missouri)
Pour les articles homonymes, voir Comté d'Iron.
Le comté d'Iron (en anglais : Iron County) est un Comté de l'État américain du Missouri. Lors du recensement de la population de 2000, la population était composée de 10.697 individus. Le siège du comté se situe à Ironton. Le comté fondé en 1857 tire son nom du minerai de fer (Iron en anglais) présent dans la région.

## Géographie
Selon le Bureau du recensement des États-Unis, le comté a une surface totale de 1.430 km² dont 2 km² d'eau.
Le point culminant du Missouri (Taum Sauk Mountain - 540 mètres) est localisé dans le comté d'Iron et fait partie des montagnes Saint-François sur le plateau des Monts Ozark.

## Comtés voisins
- Comté de Dent (à l'ouest)
- Comté de Crawford (au nord-ouest)
- Comté de Washington (au nord)
- Comté de Saint Francois (au nord-est)
- Comté de Madison (à l'est)
- Comté de Wayne (au sud-est)
- Comté de Reynolds (au sud-ouest)

## Transports
- Missouri Route 21
- Missouri Route 32
- Missouri Route 49
- Missouri Route 72
- Missouri Route 143

## Villes
- Annapolis
- Arcadia
- Belleview
- Bixby
- Des Arc
- Ironton
- Pilot Knob
- Viburnum